# Représentations diplomatiques en Bulgarie

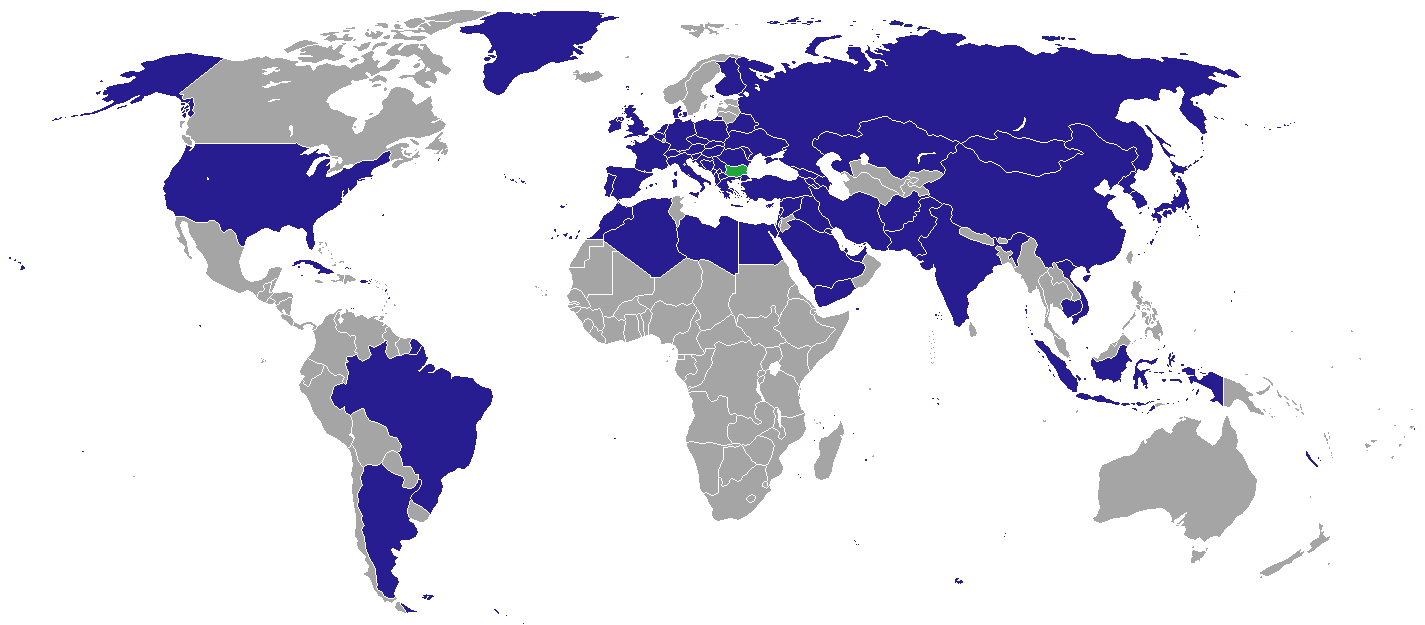
Carte des missions diplomatiques en Bulgarie

Les représentations diplomatiques en Bulgarie sont actuellement au nombre de 70. Il existe de nombreuses délégations et bureaux de représentations des organisations internationales et d'entités infranationales dans la capitale Sofia.

## Ambassades à Sofia
| - Afghanistan - Albanie - Algérie - Argentine - Arménie - Autriche - Azerbaïdjan - Biélorussie - Belgique - Bosnie-Herzégovine - Brésil - Cambodge - Chine - Croatie - Cuba - Chypre - Tchéquie - Danemark - Égypte - Finlande - France - Géorgie - Allemagne - Grèce | - Vatican - Hongrie - Inde - Indonésie - Iran - Irak - Irlande - Israël - Italie - Japon - Kazakhstan - Kosovo - Koweït - Liban - Libye - Maroc - Moldavie - Mongolie - Monténégro - Pays-Bas - Corée du Nord - Macédoine du Nord - Pakistan | - Palestine - Pologne - Portugal - Qatar - Roumanie - Russie - Arabie saoudite - Serbie - Slovaquie - Slovénie - Afrique du Sud - Corée du Sud - Espagne - Suisse - Syrie - Turquie - Émirats arabes unis - Ukraine - Royaume-Uni - États-Unis - Viêt Nam - Yémen |

## Mission diplomatique
- Ordre souverain militaire et hospitalier de Saint-Jean de Jérusalem, de Rhodes et de Malte

## Consulats
- Turquie (Burgas, Plovdiv)
- Russie (Ruse, Varna)